# Josef Alvinczy von Borberek
Le baron Josef Alvinczy von Borberek (Joseph Alvinczy, Freiherr von Berberek en allemand ; borbereki báró Alvinczi József en hongrois) est un feld-maréchal autrichien, né le 1er février 1735 à Alvincz en Transylvanie et mort le 25 septembre 1810 à Buda.

## Biographie

### Début de carrière
Alvinczy naît d'une famille noble magyare de Transylvanie remontant au XVIe siècle. Il passe sa jeunesse dans l'entourage du comte Ferencz Gyulai avant de rejoindre un régiment comme Fähnrich à l'âge de 14 ans. Hauptmann en 1753, sa belle et courageuse conduite à la tête de ses grenadiers lors de guerre de Sept Ans lui vaut d'être promu major (commandant) en second. À la fin de la guerre, il travaille à la mise en place des nouvelles réglementations de François Maurice de Lacy au sein de l'armée.

### De la Bavière au Rhin, 1774-1795
Oberst en 1774, il participe à la guerre de Succession de Bavière. Sa prise de la ville de Böhmertor et la capture du général prussien, le prince Adolphe de Hesse-Philippsthal-Barchfeld, lui valent le grade de major-général et l'ordre militaire de Marie-Thérèse. Il combat en 1787 sous les ordres de Ernst Gideon von Laudon durant la guerre russo-turque et échoue à prendre Belgrade. Promu Feldmarschall-Leutnant, il est envoyé dans les Pays-Bas autrichiens en 1790 pour réprimer les nouveaux et éphémères États belgiques unis jusqu'à une chute de cheval qui le force à se retirer.
Sa prise de Neerwinden lors de la bataille du même nom, dans les débuts des guerres de la Révolution française, lui vaut la croix de commandeur de l'ordre militaire de Marie-Thérèse. Il commande ensuite une armée auxiliaire pour soutenir les Britanniques du duc d'York, se distingue à Landrecies et à la bataille de Fleurus (1794) mais est battu et blessé à Mariolles. À la suite de son rétablissement, il est ensuite promu lieutenant-général (Feldzeugmeister) et permet la victoire de Guillaume Frédéric d'Orange à Charleroi en juin 1793, malgré deux chevaux tués sous lui, et reçoit la grand-croix de Marie-Thérèse. Brièvement commandant de l'armée du Rhin Supérieur, il est rappelé à Vienne pour devenir membre du Hofkriegsrat, le conseil de guerre de la cour des Habsbourg, en 1795.

### Campagne d'Italie
En 1796, il commande l'armée du Tyrol en remplacement du Feld Marechal Von Wurmser, assiégé par Bonaparte à Mantoue. Après avoir obtenu quelques avantages partiels, notamment sa victoire sur Bonaparte à Caldiero, il est vaincu par Bonaparte le 17 novembre à la bataille du pont d'Arcole. Malgré une nouvelle défaite contre Bonaparte à Rivoli, il est nommé gouverneur militaire de la Hongrie et promu feldmarschall en 1808.